# Leanchoilia
Leanchoilia is een geslacht van uitgestorven arachnomorfe geleedpotigen, bekend uit de Cambrische afzettingen van de Burgess Shale in Canada en de Chengjiang biota van China.

## Beschrijving
Leanchoilia was ongeveer vijf centimeter lang en had lange, zweepachtige flagellae gemonteerd op frontale armachtige aanhangsels. De interne organen worden af en toe in het substraat bewaard in drie dimensies. Drie soorten worden voorlopig geaccepteerd: de soort L. superlata, L. obesa en de recent gerevalideerde L. persephone. Het kunnen echter gevallen zijn van seksueel dimorfisme. Vijfenvijftig exemplaren van Leanchoilia zijn bekend uit de bedden van de Greater Phyllopod, waar ze 0,1 procent van de gemeenschap uitmaken.
Het vaag ovaalvormige lichaam van deze geleedpotige lijkt op dat van de Merostomata: het kopschild was bijna driehoekig van vorm, met een kleine punt naar boven gericht, gevolgd door elf lichaamssegmenten. Aan het einde van het lichaam was er een korte caudale stekel met kleine laterale stekels. Voor het kopschild had dit dier twee bizarre aanhangsels: het eerste deel wordt gevormd door vier robuuste segmenten die naar voren zijn gebogen, maar het tweede en derde segment eindigen in lange takken. Deze structuren eindigen in ringvormige uiteinden, in de vorm van een zweep, terwijl het vierde segment, ook langwerpig, drie klauwen heeft en zich uitstrekt in dezelfde zweepvorm. Net als veel andere geleedpotigen had Leancoilia biramaat-aanhangsels onder de segmenten, bestaande uit een ledemaat-tak en een kieuw-tak. De kieuwen waren erg langwerpig en reikten zelfs voorbij de korte ledematen, wat suggereert dat dit dier een zwemmer was. Een nieuwe studie over talrijke bekende exemplaren van Leancoilia, gepresenteerd door Garcìa-Bellido en Collins (2007), heeft andere kenmerken van het dier aan het licht gebracht die voorheen onopgemerkt waren gebleven. Daaronder een dubbele romp die langs de achterkant liep en twee paar ogen.

## Soorten
Het artikel van Garcìa-Bellido en Collins maakt inzichtelijk dat er waarschijnlijk twee soorten Leancoilia bestonden in de fauna van de Burgess Shales: de typesoort L. superlata en de soort L. persephone, beschreven door Simonetta in de jaren zeventig van de twintigste eeuw. De laatste, die eerder als identiek aan de typesoort werd beschouwd, had eigenlijk geen dubbele dorsale kiel en de aanhangsels waren korter. Bovendien was de punt van het kopschild niet naar boven gericht. Het is echter mogelijk dat de twee soorten een voorbeeld zijn van seksuele dimorfie.
Aan de andere kant werd in 1987 een soort van Leanchoilia uit het Chengjiang-veld in China beschreven: L. ilecebrosa. Aanvankelijk werd gedacht dat deze soort tot het geslacht Alalcomenaeus behoorde. Een ander zeer vergelijkbaar dier is de Australische Oestokerkus.

## Mogelijke levenswijze
De functie van de grote aanhangsels is niet bekend, maar Bruton en Whittington (1983) veronderstelden dat deze structuren, bewaard in verschillende exemplaren met verschillende oriëntaties, nuttig zouden kunnen zijn wanneer het dier op de bodem wilde rusten. Tijdens het zwemmen werden ze misschien opgevouwen gehouden om beweging te vergemakkelijken. Misschien gebruikte Leanchoilia de grote aanhangsels om aan voedsel te komen en sleepten ze ze als een soort dweil over de zeebodem.

## Afbeeldingen

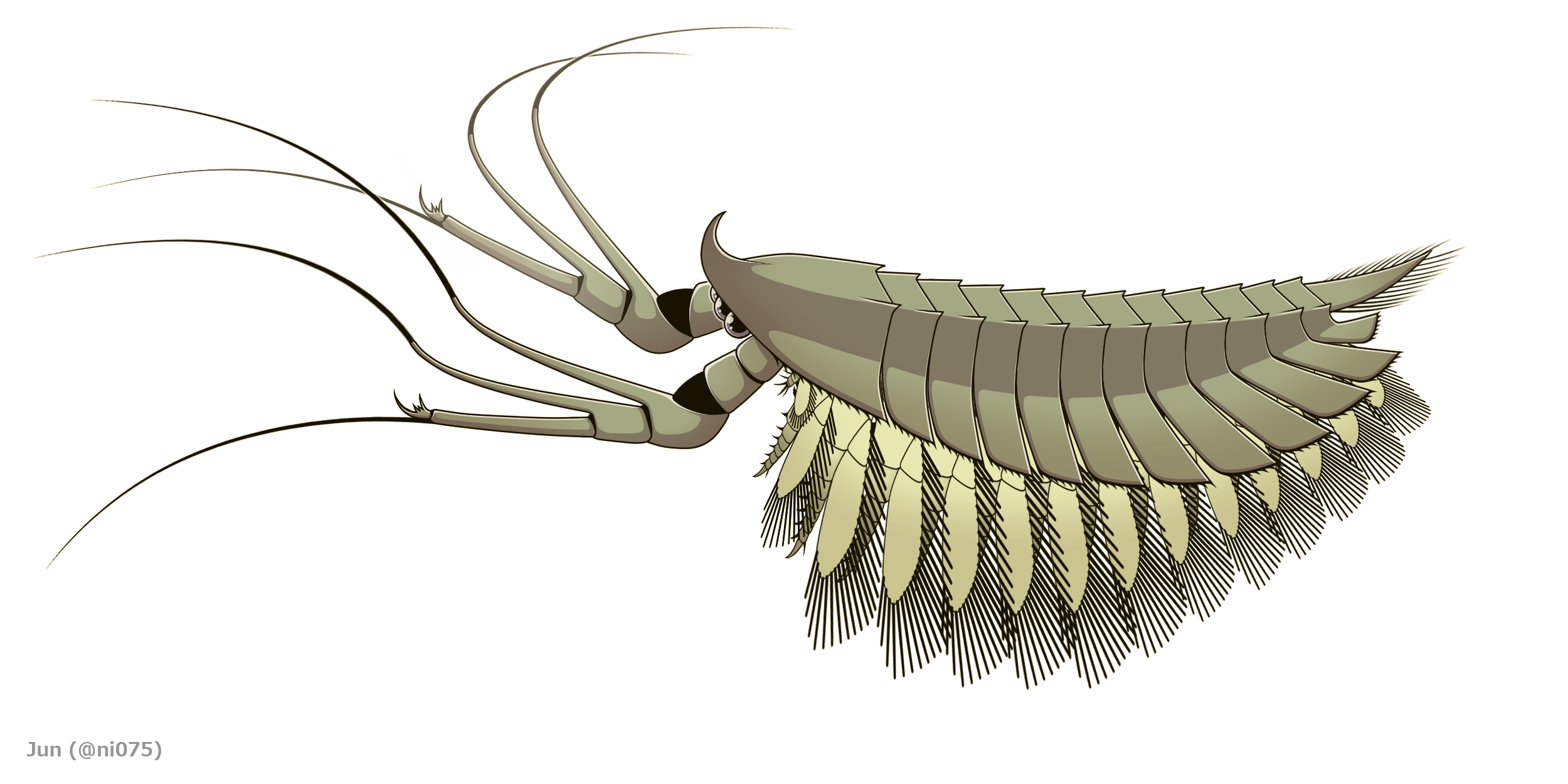
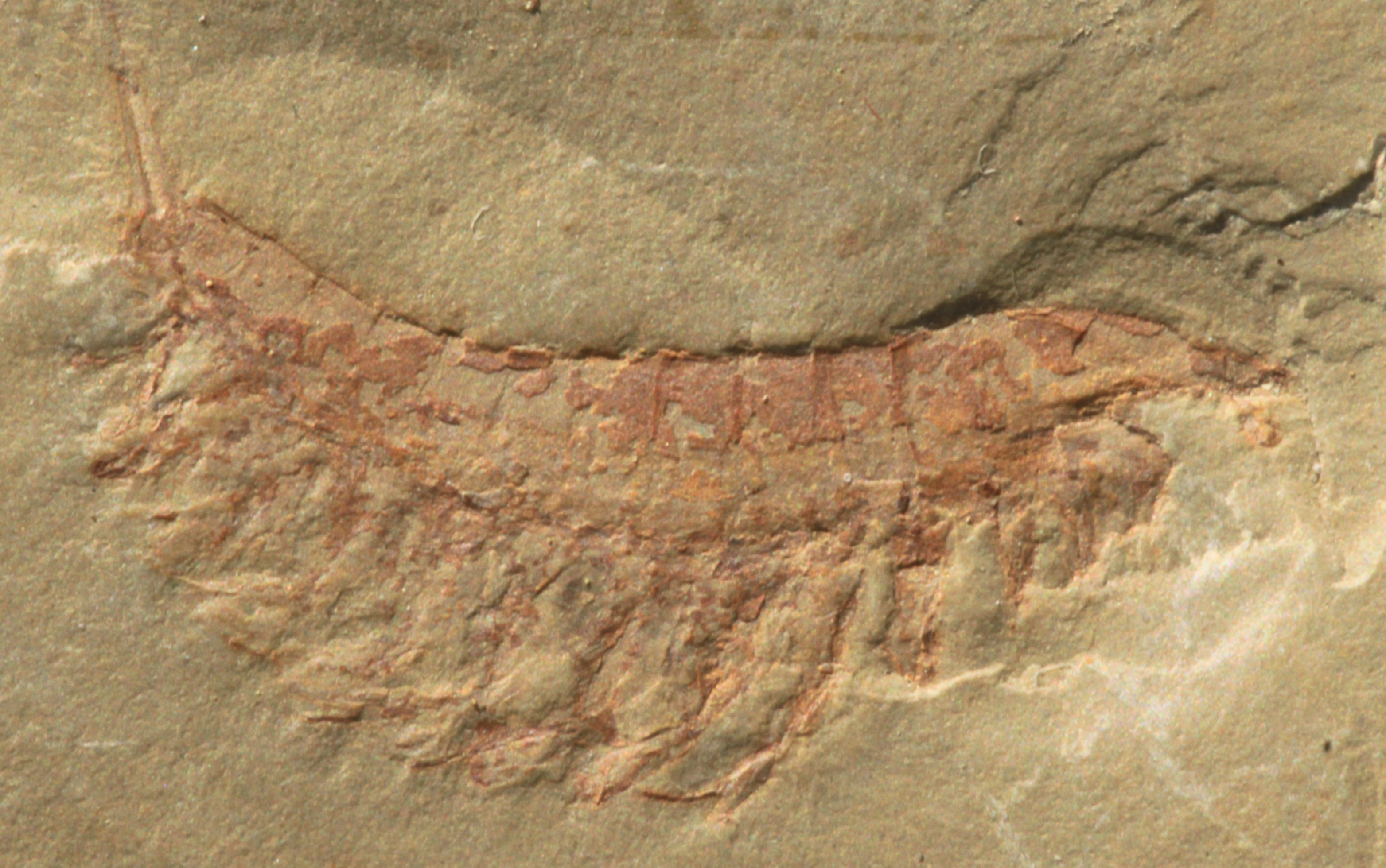
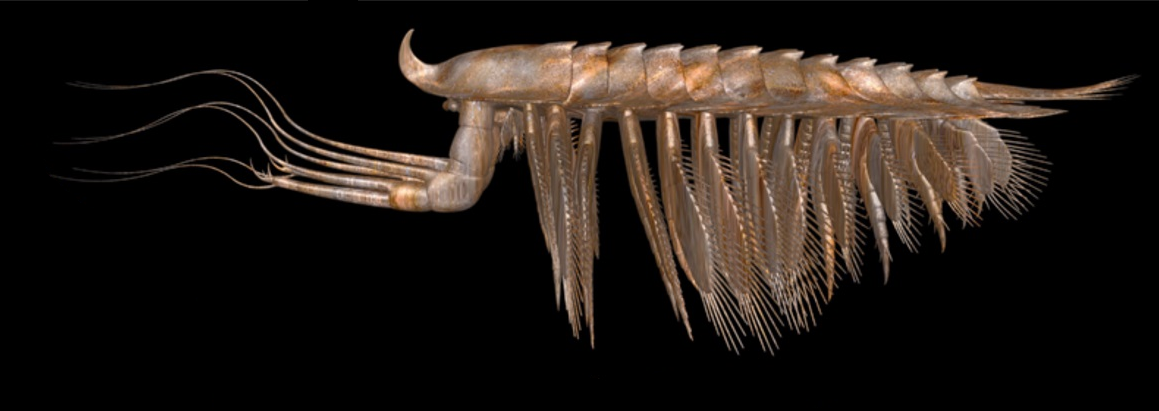
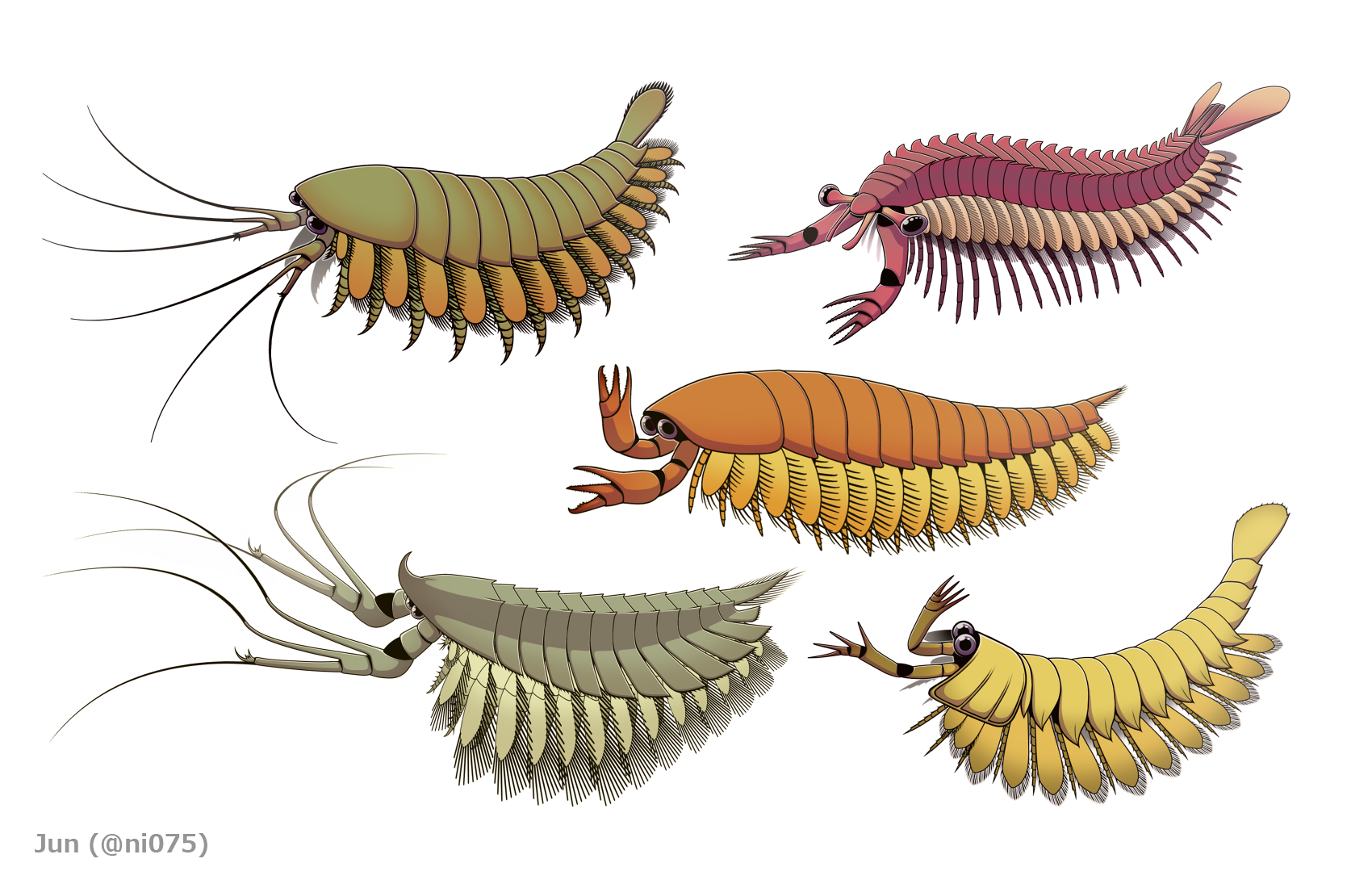
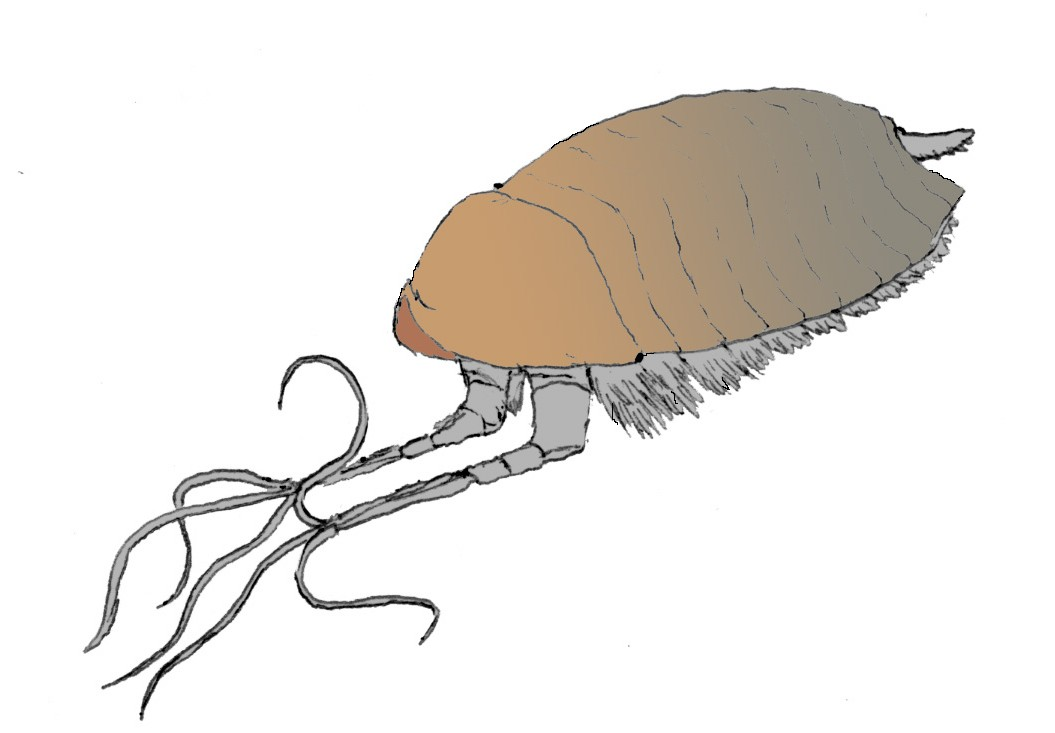